# シェーラ (女優)
シェーラ（シェーラ・ラヴィチャンドラン、英語: Sheela Ravichandran、1945年3月22日 - ）は、インドの監督、俳優。
主にマラヤーラム語映画に出演している。プレム・ナジールとペアを組み、ヒロインとヒーローとして共演した最多作品数130本により、ギネス世界記録を持つ。
ケララ州映画賞を4度受賞し、2003年、『Manassinakkare』で22年ぶりに俳優に復帰した。2005年、マラヤーラム語映画『Akale』で国民映画賞助演女優賞を受賞し、2018年にはマラヤーラム語映画への貢献に対してケララ州政府から最高の栄誉であるJ・C・ダニエル賞を授与された。